# طلسم (مقاطعة دالاهو)
طلسم (بالفارسية: طلسم) هي قرية تقع في قسم حومة كرند الريفي (مقاطعة دالاهو) في إيران. يقدر عدد سكانها بـ 428 نسمة .